# 国際的監視網の暴露 (2013年-)
現在まで続いている各国のメディア報道により、英語圏の諜報機関による自国および他国を対象とした国際的監視網の運用に関する詳細が明らかとなってきた。これらの報道は、元国家安全保障局（NSA）職員のエドワード・スノーデンが、アメリカの防衛・諜報関連の業務の主要な委託先の1つであるブーズ・アレン・ハミルトンで勤務していた期間に入手し、流出させた最高機密の文書が主な情報源となっている。スノーデンが所有していた文書には、米連邦政府の文書に加えて、UKUSA協定のネットワークを通じてアクセスしたオーストラリア、イギリス、カナダ、ニュージーランドの情報機関に関する数千件の文書も含まれていたと報じられている。2013年6月、スノーデンの文書の最初の一部がワシントン・ポストとガーディアンにより同時に公開され、広く注目を集めた。文書の公開は2013年末まで継続し、文書の残りの一部分も、ニューヨーク・タイムズ（アメリカ）、カナダ放送協会、オーストラリア放送協会、デア・シュピーゲル（ドイツ）、O Globo（ブラジル）、ル・モンド（フランス）、L'espresso（イタリア）、NRC Handelsblad（オランダ）、Dagbladet（ノルウェー）、エル・パイス（スペイン）、スウェーデン・テレビを含む報道機関により全世界に公開された。
これらの報道により、国際的監視網の構築を目的としてUKUSA協定の加盟国の間で結ばれた秘密協定に注目が集まった。例えば、1954年の監視に関する協力協定をもとに、デア・シュピーゲルは、ドイツの連邦情報局（ドイツ語: Bundesnachrichtendienst、BND）が大量の傍受したデータをNSAに転送していることを暴露し、スウェーデン・テレビは、スウェーデン国防電波局（FRA）が外交公電から収集したデータをNSAに提供していることを暴露した。国際的監視網の運用に関与しているその他の安全保障・諜報機関には、オーストラリア（ASD）、イギリス（GCHQ）、カナダ（CSE）、デンマーク（PET）、フランス（DGSE）、ドイツ（BND）、イタリア（AISE）、オランダ（AIVD）、ノルウェー（NIS）、スペイン（CNI）、スイス（NDB）、シンガポール（SID）、イスラエル（ISNU）が含まれる。これらの機関は、 NSAから未加工の米市民に関するデータの提供を受けている。
2013年6月14日、アメリカの検察官がスノーデンをスパイ活動および政府資産の窃盗の容疑で訴追した。2013年7月後半、スノーデンはロシア連邦政府より1年間の期限付きの亡命を許可され、米露関係の悪化につながった。2013年10月後半にかけて、イギリスの首相デーヴィッド・キャメロンは、ガーディアンにこれ以上流出した文書を公開しないよう求め、従わない場合はDAノーティスを受ける可能性があると警告した。2013年11月、暴露に関する刑事捜査がロンドン警視庁により開始された。2013年12月、ガーディアン編集部のAlan Rusbridgerは、ガーディアンは入手した5万8,000件の文書のうち現時点で26件を公開していると述べた。